# Får
 "Lam" omdirigeres hertil. For andre betydninger af Lam, se Lam (flertydig).
Fåret (Ovis aries), også kaldt tamfår, er et drøvtyggende pattedyr, der typisk holdes som husdyr. Fårets unger kaldes lam. Et ungt hunfår, der endnu ikke har fået lam kaldes et gimmerlam. Hannen kaldes for vædder. En bede er en kastreret vædder. At ilæmme et får betyder at bedække det. Fåret er drægtigt i fem måneder og læmmer normalt om foråret et til to lam. Det klippes en eller to gange årligt og giver 2-10 kilo uld afhængig af race. Ulden bruges til strikkegarn og filtning.
Sandsynligvis nedstammer fåret fra den vildtlevende muflon i Europa og Asien. Fåret holdes for dets uld, kød og mælk og regnes for et af de tidligst domesticerede husdyr. Ulden fra får er den mest anvendte form for dyrefiber. Får har stadig stor betydning som leverandør af uld og kød. Får holdes undertiden også for dets skind eller mælk. Som husdyr er får udbredt i det meste af verden og har været af afgørende betydning for mange civilisationer. I moderne tid forbindes især Australien, New Zealand, landene i det sydlige og centrale Sydamerika og de Britiske Øer med fåreavl.

## Beskrivelse
Hunnen vejer normalt 45-100 kilo og vædderen 45-160 kilo. Efter at alle mælketænder er kommet frem, har et får 20 tænder. Voksne får har 32 tænder. Som hos andre drøvtyggere bider de forreste tænder i underkæben mod et hårdt tandløst område i overkæben. Disse tænder bruger fåret til at plukke planteføden, hvorefter de bageste tænder maler den, inden den sluges. Der er otte af disse forreste tænder blandt drøvtyggere, men der er uenighed om, hvorvidt disse bør kaldes otte fortænder eller seks fortænder og to hjørnetænder formet som fortænder. Det betyder, at tandformlen enten er 0.0.3.34.0.3.3 eller 0.0.3.33.1.3.3. Der findes et stort mellemrum mellem for- og kindtænder. I de første år af et fårs liv er det muligt at beregne dets alder ud fra de forreste tænder, idet et par mælketænder hvert år udskiftes til de større, blivende tænder. Alle de forreste tænder er udskiftet i en alder af omkring fire år. De forreste tænder mistes herefter i takt med, at fåret ældes. De færre tænder gør det sværere for fåret at æde, hvilket går ud over fårets helbred og produktivitet. Af denne grund svækkes får, der går på en normal græsgang, langsomt fra fireårsalderen. Får bliver normalt op til 10-12 år gamle, enkelte bliver helt op til 20 år.

## Føde
Får er udelukkende planteædende pattedyr. De fleste fåreracer foretrækker græs og andre korte fiberrige planter og undgår højere, forveddede planter, der gerne ædes af geder. Både geder og får anvender læber og tunge til at udvælge de dele af planten, der er nemmest at fordøje eller rummer mest næring. Får græsser dog godt på græsgange af monokultur, hvor geder klarer sig dårligt. Som alle drøvtyggere har får et kompliceret fordøjelsessystem med fire maver, der tillader dem at nedbryde cellulosen fra stængler, blade og frøhylstre til simplere kulhydrater.
Når får græsser, tygges planterne til en bolle kaldet en bolus, der derefter ender i vommen via netmaven. Vommen er et cirka 20-40 liter stort organ, hvor føden gæres (fermenteres). De fermenterende organismer omfatter bakterier, svampe og protozoer. Andre vigtige organismer i vommen omfatter arkæer, der producerer metan af kuldioxid. Bolus gylpes indimellem tilbage til munden for yderligere at blive tygget og blandet med spyt. Denne drøvtygning tillader drøvtyggere at græsse hurtigt om morgenen og vente med at tygge og fordøje føden til senere på dagen. Dette er mere sikkert end at græsse, hvilket kræver at hovedet sænkes, så dyret bliver sårbart i forhold til rovdyr, i modsætning til drøvtygning.
Staldfoder omfatter blandt andet hø, ofte i løbet af vintermånederne.

### Græsningsadfærd
Får følger hver dag et fast aktivitetsmønster, hvor der søges føde fra daggry til skumring med sporadiske pauser for at hvile og tygge drøv. Ideelle græsgange for får er ikke plænelignende græs, men en græsgang, der består af en række forskellige græs-arter, ærteplanter og andre urteagtige planter. Der findes i det meste af verden almindelige planter, der er giftige for får, fx arter af slægterne kirsebær, eg, taks og rhododendron samt rabarber og kartoffel.

### Effekt på græsgange
Får er i en stor udstrækning græssende planteædere, ulig dyr som geder og hjorte, der foretrækker højere planter. Med et langt smallere ansigt kan får afgnave planter helt nær jorden og kan overgræsse en græsgang meget hurtigere end kvæg. Af den grund foretrækker mange fåreholdere at lade en flok ofte skifte mellem forskellige græsgange, så planterne kan nå at komme sig. Paradoksalt nok kan får både fremme og modvirke spredningen af invasive arter. Ved forstyrrelse af græsgangens naturlige tilstand kan får og andre husdyr bane vejen for invasive arter. Til gengæld foretrækker får også at æde mange invasive arter, hvilket gør græssende får effektive, når græsgange som fx overdrev skal bevares.

## Adfærd

### Flokadfærd
Får er flokdyr og meget sociale. En stor del af fårs adfærd kan forstås med dette i mente. Fårs indbyrdes hierarki og naturlige tilbøjelighed til at følge en leder til nye græsgange var de vigtigste grunde til, at får blev et af de første husdyr. I modsætning til kronhjort og gazelle (to andre hovdyr af stor vigtighed med hensyn til deres kød i menneskets forhistorie) forsvarer får ikke territorier, selv om de har et område, hvori de dagligt bevæger sig. Alle får har en tendens til samle sig nær andre flokmedlemmer, selv om denne adfærd varierer efter race. Får kan blive stressede, hvis de adskilles fra deres flok. I flok har får en stærk tendens til at følge flokken, og en leder kan blot være det første individ, der flytter sig. I flokke er beslægtede individer oftest nærmest hinanden, og i flokke med flere racer dannes ofte undergrupper af samme race. I større flokke bevæger et moderfår sig ofte sammen med dets direkte efterkommere.
Flokadfærd hos får udvises generelt kun i grupper af fire eller flere individer. Idet fåret er et bytte for rovdyr, er dets primære forsvarsmekanisme at flygte ved fare. Får, der trænges op i en krog, kan angribe og stange eller true ved at stampe med hovene og stille sig i en aggressiv positur. Dette gælder især for moderfår med nyfødte lam.
I områder uden naturlige fjender udviser ingen af de hjemmehørende racer en stærk flokadfærd.

### Udnyttelse af flokadfærd
Fåreholdere udnytter fårs flokadfærd til at holde dem samlet på græsgange uden indhegning og til nemt at kunne flytte dem. Fårehyrder kan til dette anvende hyrdehunde, hvis særligt fremavlede evner kan hjælpe, når flokke skal flyttes.
Får er føde-orienterede, og deres forbindelse med mennesker med regelmæssig fodring resulterer ofte i, at de tigger om mad. Når får flyttes, kan dette udnyttes til at lede dem ved hjælp af spande med mad snarere end ved at tvinge dem på anden vis.

### Intelligens og evnen til at lære
Får opfattes ofte som uintelligente dyr. Deres flokadfærd og parathed til at flygte og gå i panik kan gøre fårepasning vanskelig for den uindviede. Trods dette har en undersøgelse vist, at de befinder sig lige under svin og på niveau med kvæg med hensyn til IQ. Får kan genkende ansigter hos mennesker og andre får og huske dem i flere år. Desuden er får i stand til skelne mellem forskellige følelsestilstande udtrykt gennem ansigtsudtryk. Gennem tålmodigt arbejde kan får lære deres navne samt lære at blive ført med seletøj ved fremvisning eller til andre formål. Får har været anvendt som pakdyr. Tibetanske nomader fordeler oppakningen ligeligt i en fåreflok, når den føres mellem to bopladser.

## Reproduktion
Ligesom hos andre flokdyr parrer en enkelt han (vædderen) sig med en gruppe af hunner. Vædderen er enten valgt af opdrætteren eller har etablereret sig selv som den dominerende han ved fysisk konfrontation med andre hanner (i vilde bestande). De fleste får yngler kun på bestemte tider af året, selv om nogle kan gøre det året rundt. Hunfår bliver generelt kønsmodne seks til otte måneder gamle, og hanfår generelt når de er fire til seks måneder. Men der er undtagelser. For eksempel kan hunnen hos racen Finuld (fra Finland) blive kønsmoden allerede i en alder af tre til fire måneder, og Merinofår så sent som, når de er 18-20 måneder gammle.
Hunfår kommer i brunst cirka hver 17. dag, hvor de udsender lugte og viser deres parringsvillighed ved en særlig adfærd over for vædderen.
Hos vilde får kan vædderne kæmpe mod hinanden i parringstiden for at afgøre, hvem der må parre sig med hunnerne. Væddere kan også kæmpe uden for parringstiden, især hvis de er ubeslægtede, for at etablere dominans. Væddere kan slå hinanden ihjel, hvis de får lov til at gå frit. I parringstiden kan ellers fredelige væddere blive aggressive over for mennesker på grund af deres forøgede hormon-niveauer.
Efter parringen har får en drægtighedsperiode på omkring fem måneder. En normal fødsel varer mellem en og tre timer. Selv om større kuld ses hos nogle racer, så fødes normalt et eller to lam.

## Rovdyr
Ud over parasitter og sygdom så er prædation fra rovdyr en trussel for får og rentabiliteten af fåreavl. Får har ringe evne til at forsvare sig selv sammenlignet med andre husdyr. Selv hvis får overlever et angreb, kan de dø af deres skader eller af panik. Graden af prædation varierer dog fra sted til sted. I Afrika, Australien, Amerika og dele af Europa og Asien er rovdyr et alvorligt problem. I USA var rovdyr i 2004 skyld i mere end en tredjedel af alle dødsfald hos får. Modsat er prædation af får nærmest ukendt andre steder, især på øer, der er kendt for udbredt fåreavl. På verdensplan er dyr i hundefamilien, inklusiv tamhunden, ansvarlig for de fleste dødsfald hos får. Andre dyr, der undertiden jager får, omfatter: Arter i kattefamilien, bjørne, rovfugle, ravne og forvildede tamsvin.

## Får i Danmark
Fåret kom til Danmark som husdyr for omkring 6.000 år siden. De oprindelige får i Norden var af typen nordiske korthalefår. De er i Danmark i historisk tid blevet erstattet af importerede fåreracer og krydsninger. I de øvrige nordiske lande findes varianter af korthalefårene endnu. På Færøerne er færø får enerådende.
De fleste får i Danmark er af racer, der er forædlede til en bedre kødafsætning, mens de tidligere blev holdt for uldens skyld. I dag er ulden et sekundært eller helt uudnyttet produkt.
Der lever omkring 100.000 moderfår i Danmark fordelt på cirka 30 racer til kød-, mælke- og uldproduktion. De findes både i store produktionsbesætninger med over 1.000 får og i helt små besætninger.
Får bliver brugt til at afgræsse grønne områder som historiske steder og digerne ved den jyske vestkyst.

### Udbredte fåreracer i Danmark
- Merino – uldfår.
- Gotlandsk Pelsfår – pelsfår.
- Texel – kødfår.
- Klitfår – gammel dansk race, også kaldt dansk landfår.
- Shropshire-får – bruges især til at afgræsse naturområder og juletræsplantager.

### Andre racer
- Karakulfår.
- Rambouillet-får.
- Finuldsfår
- Såne

## Den økonomiske betydning
| Top 10 blandt verdens lande i antal millioner får i 2014 | Top 10 blandt verdens lande i antal millioner får i 2014 |
| -------------------------------------------------------- | -------------------------------------------------------- |
| Kina                                                     | 202                                                      |
| Australien                                               | 72                                                       |
| Indien                                                   | 63                                                       |
| Iran                                                     | 50                                                       |
| Nigeria                                                  | 41                                                       |
| Sudan                                                    | 40                                                       |
| Storbritannien                                           | 34                                                       |
| Tyrkiet                                                  | 31                                                       |
| New Zealand                                              | 30                                                       |
| Etiopien                                                 | 29                                                       |
| Verden i alt                                             | 1.210                                                    |

Får udgør en væsentlig del af den globale landbrugsøkonomi. Imidlertid er deres tidligere så afgørende status nu overtaget af andre husdyrracer, især svin, høns og køer. Kina, Australien, Indien og Iran har i dag de største fårebesætninger, som dækker både lokale behov og eksport. Andre lande, fx New Zealand, har mindre antal, som dog internationalt spiller en vigtig rolle i eksporten af fåreprodukter. Også i mange lokaløkonomier er får vigtige som nichemarkeder med fokus på økologisk og bæredygtigt landbrug. Ikke mindst i udviklingslandene er mindre fårebestande eksistensgrundlaget for store dele af befolkningen og indgår også i byttehandel.
Engang var uld en af de vigtigste tekstiler, men i slutningen af det 20. århundrede begyndte priserne at falde dramatisk på grund af de lave priser på syntetiske stoffer, som blev populære. For mange fåreavlere er udgiften til klipning større end den mulige fortjeneste ved salg af ulden. Uldproduktion som eksistensgrundlag er således i praksis umulig uden landbrugsstøtte. Uld anvendes også i alternative produkter, såsom isolering. I det 21. århundrede er salget af kød den mest profitable del af fåreavl, selv om der spises langt mindre fårekød end kyllinge-, svine- og oksekød.
Fåreskind anvendes til fremstilling af tøj, sko, tæpper og andre produkter. Biprodukter fra fåreslagtningen har også en værdi: Fåretalg kan bruges til lys og sæbe, brusk og knogler til terninger og knapper såvel som til lim og gelatine. Fåretarme bruges til pølseskind, lammetarme til kirurgisk tråd og strenge til musikinstrumenter og tennisketsjere. Fåreekskrementer er er rige på cellulose, steriliseres og kan blandes med papirmasse til fremstilling af papir. Af alle biprodukter er måske lanolinen den vigtigste: Det vandtætte, fedtede stof fra fårets uld bruges i talrige kosmetiske produkter.
Til trods for dalende efterspørgsel og faldende priser på mange markeder er der klare økonomiske fordele ved fåreavl sammenlignet med andre dyrebesætninger. Fåredrift kræver ikke dyre stalde, sådan som tilfældet er med intensivt landbrug med høns og svin. Får giver en effektiv udnyttelse af jorden: Groft sagt behøver seks får kun den plads, som en enkelt ko eller hest kræver. Får æder også skadelige planter, som de fleste andre dyr går udenom, og yngler med kortere intervaller. Endvidere er udgifterne ved fåreavl ikke afhængige af prisen på foder, såsom korn, sojabønner og majs. Disse faktorer gør, at fåreavlerne har lavere driftsomkostninger og højere profitpotentiale, ikke mindst de mindre, selvstændige brug med begrænsede ressourcer.

## Får som fødevare
I det 21. århundrede er de arabiske stater ved den Persiske Bugt, New Zealand, Australien, Grækenland, Uruguay, Storbritannien og Irland de lande, der har det største forbrug af fåre- og lammekød. I disse lande konsumeres der fra 3-18 kilo fåre-og lammekød om året per capita. Fåre-og lammekød er også populært i Frankrig, Afrika (især i Maghreb-landene), Caribien, den øvrige del af Mellemøsten, Indien og dele af Kina. I mange af disse lande er der ofte tale om en lang tradition for fåreavl, og man ser alternative udskæringer og retter, der også omfatter indmad og fåretestikler, der i store dele af verden anses for at være en delikatesse. Den mest usædvanlige ret med fårekød er måske den skotske haggis, der består af forskellige indvolde, havremel og hakket løg i fårets mavesæk. Frisk fåremælk drikkes kun i ringe mængder, men mælken bruges til ost og yoghurt. Får har normalt kun to patter og producerer mindre mælk end køer. Mælken indeholder mere fedt, tørstoffer og mineraler end komælk og er derfor ideel til ostefremstilling. Den er også mindre sårbar over for bakterier under afkølingen på grund af det langt højere indhold af kalk. Kendte fåremælksoste er feta fra Bulgarien og Grækenland, roquefort fra Frankrig, manchego fra Spanien og fra Italien ricotta og pecorino romano (pecore betyder får på italiensk).

## Galleri
- Får i Patagonien, Argentina.
- Får ved Hvalba.
- Færøsk får.
- Gotlandske væddere.
- Swaledale-får.
- Moderfår og lam.
- Nyt liv.